# 新北市立中正國民中學
新北市立中正國民中學，是位於中華民國新北市土城區的一所國民中學。校園內共有忠孝、仁愛、信義、和平、力行、至真、至美、至善、德馨九棟教學大樓及一棟行政大樓，各棟大樓可以互通。在臺北縣尚未改制為新北市之前，常以縣中正來和臺北市立中正國民中學作區別。
新北市立中正國民中學草創於1987年5月，由前新北市立重慶國民中學校長王振東籌備，前臺北縣土城鄉鄉長簡省三暨臺北縣議員呂進福等多位仕紳協助，並與地方人士合作，使校地徵收及創校工作得以順利進行。

## 校史及歷屆校長
- 民國78年8月，奉准成立並定名為「臺北縣立中正國民中學」，由黃玠出任首任校長。
- 民國82年8月，臺灣省政府派遣錢濤擔任第二任校長。
- 民國85年8月，錢濤校長屆齡退休，省府核派傅朝華接任第三任校長。
- 民國89年8月，葉志榮接任第四任校長，並於94年7月退休。
- 民國94年8月，由林蕙質接任第五任校長，為第一任女校長。
- 民國95年4月，舉行新建綜合大樓開工動土典禮（至善樓、德馨樓）。
- 民國97年12月，97學年度校慶暨新建綜合大樓落成典禮（至善樓、德馨樓）。
- 民國98年8月，林蕙質校長轉調海山高中，由呂秋萍接任第六任校長，為第二任女校長。
- 民國98年12月，舉行創校20週年校慶「中正20 中正YES」。
- 民國99年12月，因應臺北縣改制為新北市，更名為「新北市立中正國民中學」
- 民國104年8月，呂秋萍校長轉調新莊國中，由楊明源接任第七任校長。
- 民國111年8月，楊明源校長轉調明志國中，由戴春成接任第八任校長。
- 民國113年8月，戴春成校長榮退，由王如杏接任第九任校長。

## 師生概況
歷屆畢業生人數累計至本屆（98年畢）已達25661人。現有班級數為62班（七年級21班(112學年度入學)，八年級18班(111學年度入學)，九年級22班(110學年度入學)）
目前104學年度入學之九年級生已於2018年6月畢業。
該校於104學年度辦理資優教育方案提供校內通過鑑定之資優生學習課程；並於104學年度成立中正創客教師社群，推動創客教育發展，為新北市創客社群學校；設立新北市國中小職業試探暨體驗中心，發展工業職群（電機與電子、化工）。

## 姊妹校
- 前橋市立大胡中學校（日语：前橋市立大胡中学校）
- 新北市立雙溪高級中學

## 知名校友
- 陳意涵 : 演員
- 莊凱勛 : 演員
- 姚淳耀 : 演員

## 鄰近地區
- 新北市土城區土城國民小學
- 新北市土城區廣福國民小學
- 新北市土城區清水國民小學
- 新北市土城區樂利國民小學
- 新北市立新北高級工業職業學校
- 新北市立清水高級中學
- 臺灣新北地方法院
- 金城立體停車場
- 迪斯尼購物廣場
- 土城綜合運動場
- 新北市土城國民運動中心
- 日月光廣場 (臺灣)
- 廣川醫院
- 土城海山商圈
- 台北捷運海山站
- 法務部矯正署臺北看守所
- 法務部矯正署臺北女子看守所

## 外部連結
- 新北市立中正國民中學 （页面存档备份，存于）